# Benny Morris
Benny Morris (1948, Ein HaHoresh, Israel) es uno de los más conocidos y prolíficos historiadores israelíes, perteneciente a la corriente revisionista conocida como los Nuevos Historiadores, un controvertido grupo de investigadores que han hecho aportaciones críticas al conocimiento heredado acerca de los orígenes del Estado de Israel y del conflicto palestino-israelí. En la actualidad es profesor de Historia en la Universidad Ben-Gurión del Néguev en Beerseba.
Académicos han percibido un cambio ideológico en la obra de Morris y un alejamiento de la postura crítica de sus colegas de la corriente Nuevo Historiador a partir del año 2000, durante la Segunda Intifada.Considerándose sionista, escribe: «Me embarqué en la investigación no por compromiso ideológico o interés político. Simplemente quería saber qué había pasado". En su trayectoria posterior, Morris ha sido condenado a menudo por su opinión de que la expulsión de todos los árabes palestinos de Israel habría estado justificada.

## Biografía y carrera profesional
Nació en el kibutz Ein HaHoresh, hijo de inmigrantes británicos. Formó parte de la organización juvenil sionista Hashomer Hatzair. Se doctoró en Historia en la Universidad de Cambridge y fue corresponsal del diario Jerusalem Post en el cual trabajará 12 años. Durante este período efectuará las búsquedas en los archivos del gobierno israelí. Se interesa inicialmente sobre el Palmach, una milicia paramilitar sionista de élite, de la época del fin del Mandato Británico de Palestina, pero el acceso a estos archivos le es prohibido. Se interesa entonces por el problema del éxodo palestino durante la guerra de 1948. En respuesta a sus búsquedas, publica en 1988 en la Cambridge University Press la obra que lo hará célebre: The Birth of the Palestinian Refugee Problem, 1947-1949. Esta obra habla de un tema extremadamente polémico, los orígenes del problema de los refugiados palestinos, en la que niega algunos de los mitos fundacionales del Estado de Israel. En efecto, Morris, como otros historiadores israelíes, rechaza la tesis oficial israelí (muy extendida en otros lugares, especialmente en Estados Unidos) de que los palestinos abandonaron sus hogares en 1948, durante la guerra de Independencia de Israel, de manera generalmente voluntaria, siguiendo instrucciones del mando militar árabe. Morris argumenta, por el contrario, que los aproximadamente 700.000 refugiados de 1948 salieron de sus tierras debido a la presión ejercida por el ejército y las milicias israelíes para que lo hicieran. Morris documenta operaciones de limpieza étnica tales como masacres, violaciones, desalojos de poblaciones y propagación del miedo para provocar el éxodo palestino. Afirma en su libro que todo ello no se debió a una operación premeditada por los líderes israelíes, sino que fue también consecuencia inmediata del desarrollo de la guerra. Esta obra será reconocida por sus pares como un trabajo de precisión y de detalle burocrático.[cita requerida]
En 1988 su notoriedad aumenta, negándose a efectuar su período de reserva en los territorios ocupados. En 1988 fue a prisión por negarse a realizar su servicio militar en los territorios palestinos, concretamente en Nablús (Cisjordania) y es encarcelado durante 3 semanas. Es el número 39 de los refusenik israelíes. Ya había servido en 1982 en el momento de la guerra de Líbano y una primera vez en los territorios ocupados en 1986, pero la primera Intifada todavía no había comenzado en aquella época. A su salida de prisión y en respuesta a las reacciones con relación a su obra, inventa el término de Nuevos historiadores para denominar a los historiadores que están reescribiendo la historia de los orígenes de Israel como Avi Shlaim e Ilan Pappé. Todos son atacados con virulencia, acusados de antisionismo y sus métodos comparados con los negacionistas.
En 1990 es licenciado del Jerusalem Post junto u otros 35 periodistas de izquierda.
En 2004 publicó un segundo estudio, The Birth of the Palestinian Refugee Problem Revisited, en el que cambia de perspectiva y afirma que las acciones de limpieza étnica fueron más premeditadas de lo que él mismo pensaba y que el mismo David Ben-Gurión, primer ministro israelí, dio orden de destruir poblaciones árabes. Morris subraya, además, que los líderes sionistas, según sus conclusiones, llevarían décadas pensando en cómo deshacerse de la población palestina de modo que el Estado hebreo fuera lo más étnicamente puro posible.
En 2008, publicó un artículo en el New York Times en el cual amenazaba a Irán con un ataque nuclear". Según algunos, sus posiciones han cambiado radicalmente y son famosas sus controversias con Efraim Karsh, Norman Finkelstein o Avi Shlaim.

## Opiniones
Morris se define a sí mismo como sionista y defiende la actuación de las tropas israelíes en 1948 como algo imprescindible, sin lo cual el Estado judío no habría podido existir:

24 [matanzas perpetraron los israelíes en 1948]. En algunos casos sólo mataron a cuatro o cinco personas, pero en otros hubo hasta setenta, ochenta o cien muertos. (...) El hecho es que nadie fue castigado por esos asesinatos. Ben Gurion silenció el asunto. Encubrió a los oficiales autores de las matanzas. (...) No hay justificación para las violaciones, ni la hay para las matanzas; se trata de crímenes de guerra. Pero en ciertas condiciones, la expulsión no es un crimen de guerra. No creo que las expulsiones de 1948 fueran crímenes de guerra. No se puede hacer una tortilla sin cascar los huevos. Uno tiene que ensuciarse las manos. (...) Una sociedad que pretende matarlo a uno lo obliga a destruirla. Cuando hay que elegir entre destruir o ser destruido, es mejor destruir. (...) El Estado judío no habría nacido sin la expulsión de 700.000 palestinos. Así pues, había que expulsarlos. No había otra opción que expulsar a la población. (...) Tampoco la gran democracia estadounidense se podría haber creado sin la aniquilación de los indios. Hay casos en que el buen fin general justifica los actos implacables y crueles que se cometen en el curso de la historia.

También afirma que Ben Gurion debió haber expulsado a más palestinos:

Opino que este lugar sería más tranquilo y habría conocido menos sufrimientos si la cuestión hubiera quedado resuelta de una vez y para siempre, si Ben Gurion hubiera llevado a cabo una expulsión mayor y hubiera limpiado todo el país, toda la tierra de Israel, hasta el río Jordán. Puede que ése fuera su peor error. Si hubiera llevado a cabo una expulsión completa, y no parcial, habría estabilizado el Estado de Israel para varias generaciones. (...) Si el final de la historia resulta macabro para los judíos, será porque Ben Gurion no completó la expulsión en 1948, porque dejó una gran reserva demográfica en Cisjordania y Gaza y dentro del propio Israel.

Es también simpatizante de la teoría del choque de civilizaciones:

Las bombas en los autobuses y restaurantes realmente me trastornaron. Me hicieron entender la profundidad del odio contra nosotros. Me hicieron entender que la hostilidad palestina, árabe y musulmana hacia la presencia judía aquí nos está poniendo al borde de la destrucción. No veo los actos de terrorismo suicida como algo aislado; expresan la voluntad profunda del pueblo palestino. Eso es lo que la mayoría de los palestinos quieren. (...) En el islam hay un problema profundo. Es un mundo cuyos valores son diferentes, un mundo en el que la vida humana no tiene el mismo valor que en Occidente, en el que la libertad, la democracia, la franqueza y la creatividad están ausentes. Un mundo que no juega limpio con quienes no forman parte del campo del islam. La venganza es también muy importante para ellos; desempeña un papel central en la cultura árabe tribal. Así pues, la gente a la que estamos combatiendo y la sociedad que nos la envía no tienen inhibiciones morales. Si consiguen armas químicas, biológicas o atómicas, las utilizarán. Si pueden, cometerán un genocidio. (...) En este momento, esa sociedad [la palestina] se está convirtiendo en un asesino en serie; es una sociedad muy enferma. Debemos tratarla del mismo modo que tratamos a los asesinos en serie. (...) Creo que aquí hay un choque de civilizaciones. Creo que Occidente se parece hoy día al Imperio romano en los siglos IV, V y VI: los bárbaros lo están atacando y pueden llegar a destruirlo. (...) El mundo árabe, tal como es hoy, es bárbaro.

## Críticas a Morris
Al igual que el resto de los llamados "nuevos historiadores", y en su calidad de figura más relevante, Morris ha sido atacado por otros académicos e historiadores, que han cuestionado el rigor, la metodología y las conclusiones a las que ha llegado.
Efraim Karsh, profesor de Estudios de Guerra en el King's College de Londres, ha afirmado en diversas ocasiones que Morris fabricó sus datos sobre las supuestas atrocidades cometidas por israelíes, indicando que otros historiadores que examinaron los mismos documentos no llegaron a las mismas conclusiones. Karsh escribió un libro con una exposición completa de sus afirmaciones, Fabricating Israeli History: The New Historians. En su artículo «The Palestinian and The Right of Return» sostiene que el hecho de que nunca se haya presentado evidencia alguna de un plan maestro para la expulsión de árabes en 1948 es porque, en su opinión, tal plan nunca existió.
Morris ha sido también atacado desde el polo opuesto por Norman Finkelstein, antisionista extremo, en el capítulo tercero de su obra Image and Reality of the Israel-Palestine Conflict (2001), donde sugiere que Morris supuestamente alteraría en varias ocasiones su interpretación de las evidencias para encontrar a los oficiales del gobierno y del ejército israelíes inocentes de crímenes contra palestinos, yuxtaponiendo citas del libro de Morris con las citas completas de la fuente citada por Morris.
Tiene una larga polémica con otro relevante "nuevo historiador", Ilan Pappé. En investigaciones similares, Pappé, que trabaja más fuentes que Morris, incluidas las Palestinas, llega a conclusiones radicalmente diferentes. Estas le llevan a defender la solución de un solo Estado bajo la tesis de que el sionismo, y no el islamismo, es la mayor causa de violencia en la región. Pappé, que dejó su vida y universidades en Israel para vivir y ejercer en Reino Unido, es muy crítico con la Academia Israelí en general, más allá de sus críticas a Morris.

## Obras
- The Birth of the Palestinian Refugee Problem, 1947-1949, (Cambridge University Press, 1989)
- The Birth of the Palestinian Refugee Problem Revisited, (2004)
- Israel's Secret Wars: A History of Israel's Intelligence Service, (New York: Grove Weidenfeld, 1991)
- Israel's Border Wars 1949-1956: Arab Infiltration, Israeli Retaliation, and the Countdown to the Suez War, (Oxford: Clarendon Press, 1993)
- 1948 and after; Israel and the Palestinians, Clarendon Press, Oxford (1994)
- Righteous Victims: A History of the Zionist-Arab Conflict, 1881-1999, (Alfred A. Knopf, 1999)
- The Deportations of the Hiram Operation: Correcting a Mistake? Jews and Arabs in Palestine/Israel, 1936-1956, (Am Oved Publishers, 2000)
- The Road to Jerusalem: Glubb Pasha, Palestine and the Jews.New York: I.B. Tauris, 2003